# Lehi (Utah)
Lehi is een plaats (city) in de Amerikaanse staat Utah, en valt bestuurlijk gezien onder Utah County.

## Demografie
Bij de volkstelling in 2000 werd het aantal inwoners vastgesteld op 19.028.
In 2006 is het aantal inwoners door het United States Census Bureau geschat op 36.021, een stijging van 16993 (89.3%).

## Geografie
Volgens het United States Census Bureau beslaat de plaats een oppervlakte van
53,2 km², waarvan 52,6 km² land en 0,6 km² water. Lehi ligt op ongeveer 1391 m boven zeeniveau.

## Plaatsen in de nabije omgeving
De onderstaande figuur toont nabijgelegen plaatsen in een straal van 12 km rond Lehi.